# Mairie d'Hämeenlinna
La Mairie d'Hämeenlinna (finnois : Hämeenlinnan Raatihuone) est un bâtiment historique situé dans le quartier Saaristenmäki d'Hämeenlinna en Finlande.

## Description
La mairie est conçue par l´architecte Alfred Cavén et construite en 1888. Elle se situe sur le bord de la place du marché d'Hämeenlinna à côté de la Keskustalo et de la caserne de pompiers.